# Line of Duty
Line of Duty – brytyjski serial kryminalny, emitowany premierowo od 26 czerwca 2012 r. na antenach telewizyjnych BBC, przez pierwsze dwie serie na BBC Two, a następnie począwszy od serii trzeciej na BBC One. Wyemitowano 36 odcinków, podzielonych na 6 serii. Pomysłodawcą, scenarzystą i współproducentem serialu jest Jed Mercurio.

## Opis fabuły
Akcja serialu rozgrywa się wśród funkcjonariuszy Central Police, fikcyjnej policji terytorialnej gdzieś w Wielkiej Brytanii. Głównymi bohaterami jest trójka funkcjonariuszy AC-12, powszechnie pogardzanego przez inne jednostki specjalnego wydziału zajmującego się walką z korupcją i innymi przestępstwami popełnianymi przez policjantów. Detektyw sierżant Steve Arnott został przeniesiony do AC-12 z wydziału antyterrorystycznego po tym, jak podczas akcji z jego udziałem policja zastrzeliła niewinnego człowieka, zaś on odmówił udziału w tuszowaniu pomyłki. Detektyw posterunkowa (potem awansowana na detektywa sierżanta i detektywa komisarza) Kate Fleming jest specjalistką od pracy pod przykryciem. Stanowisko dowódcy całego AC-12 zajmuje superintendent Ted Hastings.
Line of Duty wyróżnia się wśród innych brytyjskich seriali kryminalnych wyjątkowo pozbawionym złudzeń czy idealizacji sposobem przedstawienia brytyjskiej policji. Biurokratyczne wymogi sprzyjają fałszowaniu statystyk, dowódcy celowo przymykają oczy na wiele procederów lub wręcz biorą w nich udział, zaś sprawiedliwości rzadko staje się naprawdę zadość.

### Tytuł
Określenie in the line of duty oznacza w języku służb mundurowych w państwach anglosaskich sytuację, gdy coś stało się na służbie. W szczególności jeśli śmierć funkcjonariusza zostanie zaklasyfikowana jako in the line of duty, czyli bezpośrednio związana z obowiązkami służbowymi, jego rodzina otrzymuje odszkodowanie i rentę.

## Obsada
- Martin Compston jako Steve Arnott
- Vicky McClure jako Kate Fleming
- Adrian Dunbar(inne języki) jako Ted Hastings
- Craig Parkinson(inne języki) jako Matthew "Dot" Cottan (serie 1-3)
- Lennie James jako Anthony "Tony" Gates (seria 1)
- Keeley Hawes jako Lindsay Denton (serie 2-3)
- Daniel Mays jako Danny Waldron (seria 3)
- Thandie Newton jako Roseanne "Roz" Huntley (seria 4)
- Stephen Graham jako John Corbett (seria 5)
- Anna Maxwell Martin(inne języki) jako Patricia Carmichael (serie 5-6)[2]
- Kelly Macdonald jako Joanne "Jo" Davidson (seria 6)

## Produkcja
Ze względu na bardzo krytyczne światło, w jakim serial przedstawia brytyjską policję, odmówiła ona jakiejkolwiek współpracy przy produkcji. Tym niemniej autor serialu korzystał z nieformalnej pomocy pragnących zachować anonimowość byłych i obecnych funkcjonariuszy, analizował także m.in. sprawy opisywane na branżowych blogach.
Wszystkie wykorzystane w serialu nazwy miejsc i instytucji są fikcyjne. Podczas realizacji serii 1 zdjęcia plenerowe realizowane były w Birmingham, zaś począwszy od serii 2 są one kręcone w Belfaście.

## Nagrody i wyróżnienia
Serial był dziewięciokrotnie nominowany do Nagród Telewizyjnych Akademii Brytyjskiej w różnych kategoriach. W 2015 otrzymał, za serię 2, nagrodę Królewskiego Towarzystwa Telewizyjnego dla najlepszego brytyjskiego serialu dramatycznego. W 2014 znalazł się wśród laureatów plebiscytu na 50 najlepszych seriali i programów wyprodukowanych dla BBC Two w całej historii tego kanału. W 2016 roku został uwzględniony na liście 100 najwybitniejszych seriali i programów w historii brytyjskiej telewizji wg recenzentów dziennika The Daily Telegraph. W tym samym roku zajął ósme miejsce w rankingu najlepszych brytyjskich seriali policyjnych wszech czasów dziennika The Independent. W 2018 zajął trzecie miejsce w plebiscycie na najlepszy brytyjski serial kryminalny wszech czasów, zorganizowanym przez tygodnik Radio Times.